# Tres poetas chilenos
Tres poetas chilenos es una antología poética editada por Tomás Lago y publicada en la editorial Cruz del Sur en 1942. El libro contiene poemas de los chilenos Nicanor Parra, Victoriano Vicario y Óscar Castro.

## Estructura y contenido
El libro comienza con un prólogo de Tomás Lago titulado «Luz en la poesía».
Esta antología incluye por primera vez los poemas de un joven Nicanor Parra, «Hay un día feliz», «Es olvido» y «Se canta al mar», los cuales más de una década más tarde se publicarían en la primera sección de su reconocida obra Poemas y antipoemas (1954). Según el crítico Niall Binns, estos poemas poseen una atmósfera relacionada con la obra de Ramón López Velarde, en cuanto a su explicitación de las emociones, rechazo de la melancolía y la utilización de ciertos toques de absurdo.